# BNO-10-07 – A szem és függelékeinek betegségei
 A BNO-kódrendszer hivatalos nemzetközi forrása az Egészségügyi Világszervezet (WHO) honlapja; az ÁEEK által finanszírozott egészségügyi ellátások tekintetében az aeek.hu az irányadó!
Az alábbi hierarchia a nyomtatott magyar kiadásnak (BNO-10, 1995) felel meg.

## A szemhéj, könnyszervek és szemgödör betegségei (H00-H06)
- H00 Árpa és jégárpa
  - H00.0 Árpa és a szemhéj egyéb mély gyulladásai
  - H00.1 Jégárpa
- H01 A szemhéj egyéb gyulladása
  - H01.0 Szemhéjgyulladás (blepharitis)
  - H01.1 A szemhéj nem fertőző dermatosisai
  - H01.8 Egyéb meghatározott szemhéjgyulladás
  - H01.9 Szemhéjgyulladás, k.m.n.
- H02 A szemhéj egyéb rendellenességei
  - H02.0 Entropium és szemhéj trichiasis
  - H02.1 Szemhéj kifordulás
  - H02.2 Lagophthalmus
  - H02.3 Blepharochalasis
  - H02.4 Szemhéj ptosis
  - H02.5 A szemhéj működését befolyásoló egyéb rendellenességek
  - H02.6 Szemhéj xanthelasma
  - H02.7 A szemhéj és a szemkörüli tájék egyéb degeneratív rendellenességei
  - H02.8 A szemhéj egyéb megnevezett rendellenességei
  - H02.9 A szemhéj rendellenessége, k.m.n.
- H03 A szemhéj rendellenességei máshova osztályozott betegségekben
  - H03.0 A szemhéj parazitás infestatiója máshova osztályozott betegségekben
  - H03.1 A szemhéj érintettsége máshova osztályozott fertőző betegségekben
  - H03.8 A szemhéj érintettsége egyéb, máshova osztályozott betegségekben
- H04 A könnyszervek rendellenességei
  - H04.0 Könnymirigygyulladás
  - H04.1 A könnymirigy egyéb rendellenességei
  - H04.2 Könnycsorgás
  - H04.3 A könnyutak heveny és nem meghatározott gyulladása
  - H04.4 A könnyutak idült gyulladása
  - H04.5 A könnyutak szűkülete és elégtelensége
  - H04.6 A könnyutak egyéb elváltozásai
  - H04.8 A könnyszervek egyéb rendellenességei
  - H04.9 Könnyszervek rendellenessége, k.m.n.
- H05 A szemgödör rendellenességei
  - H05.0 A szemgödör heveny gyulladása
  - H05.1 A szemgödör idült gyulladása
  - H05.2 Exophthalmusos állapotok
  - H05.3 Az szemgödör deformitása
  - H05.4 Enophthalmus
  - H05.5 Visszamaradt idegentest (régi) a szemgödör áthatoló sérülése után
  - H05.8 A szemgödör egyéb rendellenességei
  - H05.9 A szemgödör rendellenessége, k.m.n.
- H06 A könnyszerv és a szemgödör rendellenességei máshova osztályozott betegségekben
  - H06.0 A könnyszerv rendellenességei máshova osztályozott betegségekben
  - H06.1 A szemgödör parazitás infestatiója máshova osztályozott betegségekben
  - H06.2 Dysthyreosisos exophthalmus
  - H06.3 A szemgödör rendellenességei máshova osztályozott betegségekben

## A kötőhártya betegségei (H10-H13)
- H10 Kötőhártyagyulladás (Conjunctivitis)
  - H10.0 Mucopurulens kötőhártyagyulladás
  - H10.1 Heveny atopiás kötőhártyagyulladás
  - H10.2 Egyéb heveny kötőhártyagyulladás
  - H10.3 Heveny kötőhártyagyulladás, k.m.n.
  - H10.4 Idült kötőhártyagyulladás
  - H10.5 Blepharoconjunctivitis
  - H10.8 Egyéb kötőhártyagyulladás
  - H10.9 Kötőhártyagyulladás, k.m.n.
- H11 A kötőhártya egyéb rendellenességei
  - H11.0 Kúszóhártya
  - H11.1 Kötőhártya degenerációk és lerakódások
  - H11.2 Kötőhártya hegek
  - H11.3 Kötőhártyavérzés
  - H11.4 Egyéb kötőhártyai érrendellenességek és cysták
  - H11.8 A kötőhártya egyéb, meghatározott rendellenességei, k.m.n.
  - H11.9 A kötőhártya rendellenessége, k.m.n.
- H13 A kötőhártya rendellenességei máshova osztályozott betegségekben
  - H13.0 A kötőhártya filariás fertőzése
  - H13.1 Kötőhártyagyulladás máshova osztályozott fertőző és parazitás betegségekben
  - H13.2 Kötőhártyagyulladás egyéb, máshova osztályozott betegségekben
  - H13.3 Szem pemphigoid
  - H13.8 A kötőhártya egyéb rendellenességei máshova osztályozott betegségekben

## Az ín-, szaru- és szivárványhártya és a sugártest betegségei (H15-H22)
- H15 Az ínhártya rendellenességei
  - H15.0 Ínhártyagyulladás
  - H15.1 Episcleritis
  - H15.8 Az ínhártya egyéb rendellenességei
  - H15.9 Az ínhártya rendellenessége, k.m.n.
- H16 Szaruhártyagyulladás (Keratitis)
  - H16.0 Szaruhártya fekély
  - H16.1 Egyéb felszínes szaruhártyagyulladás, kötőhártyagyulladás nélkül
  - H16.2 Kötőhártya-szaruhártya gyulladás
  - H16.3 Interstitiális és mély szaruhártyagyulladás
  - H16.4 Szaruhártya neovascularisatio
  - H16.8 Egyéb szaruhártyagyulladások
  - H16.9 Szaruhártyagyulladás, k.m.n.
- H17 Szaruhártya hegek és homályok
  - H17.0 Leukoma adherens
  - H17.1 Egyéb központi szaruhártya homály
  - H17.8 Egyéb szaruhártya hegek és homályok
  - H17.9 Szaruhártya heg és homály, k.m.n.
- H18 A szaruhártya egyéb elváltozásai
  - H18.0 Szaruhártya pigmentációk és lerakódások
  - H18.1 Bullosus keratopathia
  - H18.2 Egyéb szaruhártya vizenyő
  - H18.3 Elváltozások a szaruhártya membránjaiban
  - H18.4 Szaruhártya elfajulás
  - H18.5 Örökletes szaruhártya dystrophiák
  - H18.6 Keratoconus
  - H18.7 Egyéb szaruhártya deformitások
  - H18.8 A szaruhártya egyéb, meghatározott rendellenességei
  - H18.9 Szaruhártya rendellenesség, k.m.n.
- H19 Az ínhártya és a szaruhártya rendellenességei máshova osztályozott betegségekben
  - H19.0 Scleritis és episcleritis máshova osztályozott betegségekben
  - H19.1 Herpeszvírusos szaruhártyagyulladás és keratoconjunctivitis
  - H19.2 Keratitis és keratoconjunctivitis máshova osztályozott, egyéb fertőző és parazitás betegségekben
  - H19.3 Keratitis és keratoconjunctivitis egyéb máshova osztályozott betegségekben
  - H19.8 Az ínhártya és szaruhártya egyéb rendellenességei máshova osztályozott betegségekben
- H20 Iridocyclitis
  - H20.0 Akut és szubakut iridocyclitis
  - H20.1 Idült iridocyclitis
  - H20.2 Phakogen iridocyclitis
  - H20.8 Egyéb iridocyclitisek
  - H20.9 Iridocyclitis, k.m.n.
- H21 A szivárványhártya és sugártest egyéb rendellenességei
  - H21.0 Elülső csarnok bevérzés [hyphaema]
  - H21.1 A szivárványhártya és sugártest egyéb vasculáris rendellenességei
  - H21.2 A szivárványhártya és a sugártest elfajulása
  - H21.3 A szivárványhártya, sugártest és elülső csarnok cystája
  - H21.4 Pupilláris membránok
  - H21.5 A szivárványhártya és sugártest egyéb adhaesiói és disruptiói
  - H21.8 A szivárványhártya és a sugártest egyéb meghatározott rendellenességei
  - H21.9 Szivárványhártya és sugártest rendellenesség, k.m.n.
- H22 A szivárványhártya és a sugártest rendellenességei máshova osztályozott betegségekben
  - H22.0 Iridocyclitis máshova osztályozott fertőző és parazitás betegségekben
  - H22.1 Iridocyclitis máshova osztályozott egyéb betegségekben
  - H22.8 A szaruhártya és sugártest egyéb rendellenességei máshova osztályozott betegségekben

## A szemlencse betegségei (H25-H28)
- H25 Öregkori szürkehályog (Cataracta senilis)
  - H25.0 Kezdődő öregkori szürkehályog
  - H25.1 Öregkori lencsemag-homály
  - H25.2 Öregkori szürkehályog, Morgagni típus
  - H25.8 Egyéb öregkori szürkehályog
  - H25.9 Öregkori szürkehályog, k.m.n.
- H26 Egyéb szürkehályog
  - H26.0 Gyermekkori, ifjúkori és praesenilis szürkehályog
  - H26.1 Sérüléses szürkehályog
  - H26.2 Szövődményes szürkehályog
  - H26.3 Gyógyszer okozta szürkehályog
  - H26.4 Utóhályog
  - H26.8 Egyéb meghatározott szürkehályog
  - H26.9 Szürkehályog, k.m.n.
- H27 A lencse egyéb rendellenességei
  - H27.0 Lencsehiány (aphakia)
  - H27.1 A lencse dislocatiója
  - H27.8 A lencse egyéb meghatározott rendellenességei
  - H27.9 A lencse rendellenessége, k.m.n.
- H28 Szürkehályog és más lencse rendellenességek máshova osztályozott betegségekben
  - H28.0 Diabeteses szürkehályog
  - H28.1 Szürkehályog máshova osztályozott endokrin, táplálkozási és anyagcsere betegségekben
  - H28.2 Szürkehályog máshova osztályozott egyéb betegségekben
  - H28.8 A lencse egyéb rendellenességei máshova osztályozott betegségekben

## Az ér- és ideghártya betegségei (H30-H36)
- H30 Ér-ideghártyagyulladás (chorioretinitis)
  - H30.0 Gócos chorioretinális gyulladás
  - H30.1 Disszeminált chorioretinális gyulladás
  - H30.2 Cyclitis posterior
  - H30.8 Egyéb chorioretinális gyulladások
  - H30.9 Chorioretinális gyulladás, k.m.n.
- H31 Az érhártya egyéb rendellenességei
  - H31.0 Chorioretinális hegek
  - H31.1 Érhártya degeneratio
  - H31.2 Örökletes érhártya dystrophia
  - H31.3 Érhártya vérzés és repedés
  - H31.4 Érhártya leválás
  - H31.8 Érhártya egyéb meghatározott rendellenességei
  - H31.9 Érhártya rendellenesség, k.m.n.
- H32 Chorioretinális rendellenességek máshova osztályozott betegségekben
  - H32.0 Chorioretinális gyulladás máshova osztályozott fertőző és parazitás betegségekben
  - H32.8 Egyéb chorioretinális rendellenességek máshova osztályozott betegségekben
- H33 Ideghártya leválások és szakadások
  - H33.0 Ideghártya leválás szakadással
  - H33.1 Ideghártya szétválás és cysták
  - H33.2 Serosus retinaleválás
  - H33.3 Ideghártya szakadások leválás nélkül
  - H33.4 Trakciós ideghártya leválás
  - H33.5 Egyéb ideghártya leválások
- H34 Ideghártya ereinek elzáródása
  - H34.0 Retinális artéria átmeneti elzáródása
  - H34.1 Arteria centralis retinae elzáródása
  - H34.2 Egyéb ideghártya-artéria elzáródások
  - H34.8 Egyéb ideghártya erek elzáródásai
  - H34.9 Ideghártya érelzáródás, k.m.n.
- H35 Ideghártya egyéb betegségei
  - H35.0 Háttér retinopathia és retinális elváltozások
  - H35.1 Koraszülöttek ideghártya elváltozása
  - H35.2 Egyéb proliferatív retinopathia
  - H35.3 Sárgafolt és hátsó pólus sorvadás
  - H35.4 Perifériás ideghártya elfajulás
  - H35.5 Öröklődő ideghártya dystrophia
  - H35.6 Ideghártya vérzés
  - H35.7 Az ideghártya rétegeinek szétválása
  - H35.8 Egyéb meghatározott ideghártya rendellenességek
  - H35.9 Ideghártya rendellenesség, k.m.n.
- H36 Ideghártya elváltozások máshova osztályozott betegségekben
  - H36.0 Retinopathia diabetica
  - H36.8 Egyéb ideghártya rendellenességek máshova osztályozott betegségekben

## Zöldhályog (glaucoma) (H40-H42)
- H40 Zöldhályog
  - H40.0 Zöldhályog gyanú
  - H40.1 Elsődleges nyílt zugú zöldhályog
  - H40.2 Elsődleges zárt zugú zöldhályog
  - H40.3 Szemsérülés okozta másodlagos zöldhályog
  - H40.4 Szemgyulladás okozta másodlagos zöldhályog
  - H40.5 A szem egyéb megbetegedéseihez társuló másodlagos zöldhályog
  - H40.6 Gyógyszerek okozta másodlagos zöldhályog
  - H40.8 Egyéb zöldhályog
  - H40.9 Zöldhályog, k.m.n.
- H42 Zöldhályog máshova osztályozott betegségekben
  - H42.0 Zöldhályog endokrin, táplálkozási és anyagcsere betegségekben
  - H42.8 Zöldhályog máshova osztályozott betegségekben

## Az üvegtest és a szemgolyó betegségei (H43-H45)
- H43 Az üvegtest rendellenességei
  - H43.0 Üvegtest prolapsus
  - H43.1 Üvegtesti vérzés
  - H43.2 Kristályos lerakódás az üvegtestben
  - H43.3 Egyéb üvegtesti borússágok
  - H43.8 Az üvegtest egyéb rendellenességei
  - H43.9 Üvegtest rendellenesség, k.m.n.
- H44 A szemgolyó rendellenességei
  - H44.0 Gennyes endophthalmitis
  - H44.1 Egyéb endophthalmitis
  - H44.2 Degeneratív rövidlátás
  - H44.3 Szemgolyó egyéb elfajulásos elváltozásai
  - H44.4 Szem hypotonia
  - H44.5 A szemgolyó elfajulásos állapotai
  - H44.6 Szemgolyóban visszamaradt (régi) idegentest, mágnesezhető
  - H44.7 Szemgolyóban visszamaradt (régi) idegentest, nem mágnesezhető
  - H44.8 A szemgolyó egyéb rendellenességei
  - H44.9 Szemgolyó elváltozás, k.m.n.
- H45 Üvegtest és szemgolyó elváltozások máshova osztályozott betegségekben
  - H45.0 Üvegtesti vérzés máshova osztályozott betegségekben
  - H45.1 Endophthalmitis máshova osztályozott betegségekben
  - H45.8 Az üvegtest és a szemgolyó rendellenességei máshova osztályozott betegségekben

## A látóideg és a látópályák betegségei (H46-H48)
- H46 Látóideg gyulladás (Neuritis optica)
- H47 A látóideg és látópályák egyéb rendellenességei
  - H47.0 Látóideg rendellenességek m.n.o.
  - H47.1 Papillaoedema, k.m.n.
  - H47.2 Látóideg sorvadás (Atrophia nervi optici)
  - H47.3 Látóidegfő egyéb rendellenességei
  - H47.4 Látóideg-kereszteződés (chiasma) rendellenességei
  - H47.5 Egyéb látópályák rendellenességei
  - H47.6 A látókéreg rendellenességei
  - H47.7 A látópályák rendellenessége, k.m.n.
- H48 Látóideg és látópálya elváltozások máshova osztályozott betegségekben
  - H48.0 Látóideg sorvadás máshova osztályozott betegségekben
  - H48.1 Neuritis retrobulbaris máshova osztályozott betegségekben
  - H48.8 A látóideg és a látópályák egyéb rendellenességei máshova osztályozott betegségekben

## A szemizmok, binokuláris szemmozgás, az alkalmazkodás és fénytörés betegségei (H49-H52)
- H49 Bénulásos kancsalság
  - H49.0 III. agyideg [nervus oculomotorius] bénulása
  - H49.1 IV. agyideg [nervus trochlearis] bénulása
  - H49.2 VI. agyideg [nervus abducens] bénulása
  - H49.3 A szem teljes (külső) bénulása
  - H49.4 Progresszív külső szembénulás
  - H49.8 Egyéb bénulásos kancsalság
  - H49.9 Bénulásos kancsalság, k.m.n.
- H50 Egyéb kancsalság
  - H50.0 Strabismus convergens concomittans
  - H50.1 Strabismus divergens concomittans
  - H50.2 Strabismus verticalis
  - H50.3 Intermittáló heterotropia
  - H50.4 Egyéb és k.m.n. heterotropia
  - H50.5 Heterophoria
  - H50.6 Mechanikus kancsalság
  - H50.8 Egyéb meghatározott kancsalság
  - H50.9 Kancsalság, k.m.n.
- H51 A binokuláris szemmozgás egyéb rendellenességei
  - H51.0 Konjugált tekintés-bénulás
  - H51.1 Elégtelen és túlzott konvergencia
  - H51.2 Internukleáris szembénulás
  - H51.8 A binokuláris szemmozgás egyéb meghatározott rendellenességei
  - H51.9 A binokuláris szemmozgás rendellenessége k.m.n.
- H52 Fénytörési és alkalmazkodási rendellenességek
  - H52.0 Hypermetropia
  - H52.1 Myopia
  - H52.2 Astigmatismus
  - H52.3 Anisometropia és aniseikonia
  - H52.4 Presbyopia
  - H52.5 Az alkalmazkodás rendellenességei
  - H52.6 A fénytörés egyéb rendellenességei
  - H52.7 Fénytörési rendellenesség, k.m.n.

## Látászavarok és vakság (H53-H54)
- H53 Látászavarok
  - H53.0 Látáshiány okozta tompalátás
  - H53.1 Szubjektív látászavarok
  - H53.2 Diplopia
  - H53.3 A binokuláris látás egyéb rendellenességei
  - H53.4 Látótér defektusok
  - H53.5 A színlátás zavarai
  - H53.6 Éjszakai vakság
  - H53.8 Egyéb látászavarok
  - H53.9 Látászavar, k.m.n.
- H54 Vakság és csökkentlátás
  - H54.0 Vakság mindkét szemen
  - H54.1 Egyik szem vaksága, csökkentlátás a másik szemen
  - H54.2 Csökkentlátás mindkét szemen
  - H54.3 Nem osztályozott látásvesztés mindkét szemen
  - H54.4 Vakság egyik szemen
  - H54.5 Csökkentlátás egyik szemen
  - H54.6 Nem osztályozott látásvesztés egyik szemen
  - H54.7 Nem meghatározott látásvesztés

## A szem és függelékeinek egyéb rendellenességei (H55-H59)
- H55 Nystagmus és egyéb irreguláris szemmozgások
- H57 A szem és függelékeinek egyéb rendellenességei
  - H57.0 A pupillaműködés anomáliái
  - H57.1 Szemfájdalom
  - H57.8 A szem és függelékeinek egyéb meghatározott rendellenességei
  - H57.9 A szem és függelékeinek rendellenessége, k.m.n.
- H58 A szem és függelékeinek rendellenességei máshova osztályozott betegségekben
  - H58.0 A pupilla működésének eltérései máshova osztályozott betegségekben
  - H58.1 Látászavarok máshova osztályozott betegségekben
  - H58.8 A szem és függelékeinek egyéb meghatározott rendellenességei máshova osztályozott betegségekben
- H59 Beavatkozás utáni szem és szemfüggelék rendellenességek, m.n.o.
  - H59.0 Üvegtest szindróma szürkehályog műtét után
  - H59.8 A szem és függelékeinek egyéb beavatkozás utáni elváltozásai
  - H59.9 A szem és függelékeinek műtét utáni rendellenessége, k.m.n.

| Sorszám | Főcsoport                                                                                                | BNO kódok |
| ------- | --- | --------- |
| 01      | BNO-10-01 – Fertőző és parazitás betegségek                                                              | A00–B99   |
| 02      | BNO-10-02 – Daganatok                                                                                    | C00–D48   |
| 03      | BNO-10-03 – A vér és a vérképző szervek betegségei és az immunrendszert érintő bizonyos rendellenességek | D50–D89   |
| 04      | BNO-10-04 – Endokrin, táplálkozási és anyagcsere betegségek                                              | E00–E90   |
| 05      | BNO-10-05 – Mentális és viselkedészavarok                                                                | F00–F99   |
| 06      | BNO-10-06 – Az idegrendszer betegségei                                                                   | G00–G99   |
| 07      | BNO-10-07 – A szem és függelékeinek betegségei                                                           | H00–H59   |
| 08      | BNO-10-08 – A fül és a csecsnyúlvány megbetegedései                                                      | H60–H95   |
| 09      | BNO-10-09 – A keringési rendszer betegségei                                                              | I00–I99   |
| 10      | BNO-10-10 – A légzőrendszer betegségei                                                                   | J00–J99   |
| 11      | BNO-10-11 – Az emésztőrendszer betegségei                                                                | K00–K93   |
| 12      | BNO-10-12 – A bőr és bőralatti szövet betegségei                                                         | L00–L99   |
| 13      | BNO-10-13 – A csont-izomrendszer és kötőszövet betegségei                                                | M00–M99   |
| 14      | BNO-10-14 – Az urogenitális rendszer megbetegedései                                                      | N00–N99   |
| 15      | BNO-10-15 – Terhesség, szülés és a gyermekágy                                                            | O00–O99   |
| 16      | BNO-10-16 – A perinatális szakban keletkező bizonyos állapotok                                           | P00–P96   |
| 17      | BNO-10-17 – Veleszületett rendellenességek, deformitások és kromoszómaabnormitások                       | Q00–Q99   |
| 18      | BNO-10-18 – Máshova nem osztályozott panaszok, tünetek és kóros klinikai és laboratóriumi leletek        | R00–R99   |
| 19      | BNO-10-19 – Sérülés, mérgezés és külső okok bizonyos egyéb következményei                                | S00–T98   |
| 20      | BNO-10-20 – A morbiditás és mortalitás külső okai                                                        | V01–Y98   |
| 21      | BNO-10-21 – Az egészségi állapotot és egészségügyi szolgálatokkal való kapcsolatot befolyásoló tényezők  | Z00–Z99   |
| (22)    | BNO-10-22 – Speciális kódok                                                                              | U00–U99   |